# Dragaminas

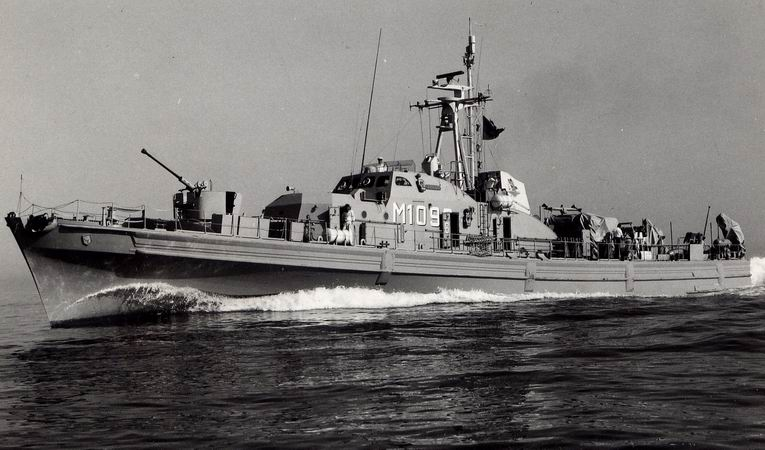
Dragaminas Fische, de la Marina alemana (1972).

Dragaminas, buscaminas, barreminas, cazaminas o detector de minas es un barco que tiene como misión y objetivo principal la identificación y destrucción de minas marinas. Utilizando diversos mecanismos destinados a contrarrestar la amenaza que representan las minas navales, los dragaminas mantienen las vías fluviales despejadas para un transporte seguro. Actualmente son de fibra no magnética.
Fueron utilizados a partir de la guerra ruso-japonesa en 1904 y alcanzaron su mayor auge en ambas guerras mundiales, sobre todo en la guerra del Pacífico.
Debido a los diferentes tipos de minas, la detección se realizaba por varios medios, pero en la actualidad y gracias a los avances del sonar, se puede decir que es la única manera de actuar contra ellas.